# Vuelta a Andalucía 2008
La 54ª edición de la Vuelta a Andalucía (oficialmente: Vuelta a Andalucía-Ruta Ciclista Del Sol) se disputó entre el 17 y el 21 de febrero de 2008 con un recorrido de 802,8 km dividido en 5 etapas, con inicio en Benahavís y final en Córdoba, , 
Participaron 91 corredores repartidos en 13 equipos de siete miembros cada uno de los que sólo lograron finalizar la prueba 72 ciclistas.
El vencedor, Pablo Lastras, cubrió la prueba a una velocidad media de 39,058 km/h, imponiéndose igualmente en la clasificación combinada. Alessandro Petacchi logró la clasificación de la regularidad y José Antonio López Gil se impondría en la de las montañas y en la de metas volantes. El mejor corredor andaluz clasificado fue José Alberto Benítez que finalizó el puesto 18º de la clasificación general.
De las 5 etapas disputadas, en las tres últimas se impuso el ciclista italiano Alessandro Petacchi, pero tras su suspensión por dopaje, le fueron retiradas y dadas a los 2º clasificados en cada una de ellas. 

## Etapas
| Etapa | Fecha         | Recorrido                | km  | Ganador de la etapa    |
| 1ª    | 17 de febrero | Benahavís-Álora          | 133 | José Antonio López Gil |
| 2ª    | 18 de febrero | Torrox-Costa-La Zubia    | 176 | Cadel Evans            |
| 3ª    | 19 de febrero | Villa de Otura-Jaén      | 175 | Giovanni Visconti      |
| 4ª    | 20 de febrero | La Guardia de Jaén-Écija | 174 | Borut Božič            |
| 5ª    | 21 de febrero | Antequera-Córdoba        | 155 | Denis Flahaut          |